# Styczeń 2005

## 1 stycznia2005
- Luksemburg objął półroczną prezydencję w Unii Europejskiej.

## 2 stycznia2005
- W wyborach prezydenckich w Chorwacji urzędujący prezydent Stjepan Mesić uzyskał 49% głosów. oznacza to, że musi się zmierzyć ze swoim rywalem, którym jest wicepremier Jadranka Kosor w drugiej turze wyznaczonej na 16 stycznia.

## 3 stycznia2005
- Ok. godziny 23.30 polskiego czasu (1:30 lokalnego) pomyślnie zakończyła się w Rijadzie operacja rozdzielenia polskich sióstr syjamskich. Stan bliźniaczek określany jest jako stabilny.

## 4 stycznia2005
- Irak. W zamachu zginął gubernator prowincji Bagdad Ali al Haidari. Do ataku przyznała się grupa terrorystyczna Abu Musaba az-Zarkawiego.

## 5 stycznia2005
- Po dymisji Józefa Oleksego, marszałkiem Sejmu został wybrany Włodzimierz Cimoszewicz. Na stanowisku ministra spraw zagranicznych zastąpił go Adam Daniel Rotfeld. Józef Oleksy podał się do dymisji w związku z porozumieniem politycznym zawartym 30 grudnia 2004 z prezydentem Aleksandrem Kwaśniewskim po uznaniu marszałka 22 grudnia przez Sąd Lustracyjny pierwszej instancji za „kłamcę lustracyjnego”.
- Prezydent Warszawy Lech Kaczyński zapowiedział referendum lokalne dotyczące wykorzystania środków z Unii Europejskiej w latach 2007–2013. Wybór jest między szybką budową drugiej linii metra, a rozbudową dróg i naziemnych połączeń komunikacyjnych.

## 6 stycznia2005
- Sejm niemal jednogłośnie powołał komisję śledczą ds. prywatyzacji PZU. W jej skład ma wejść 11 posłów wydelegowanych przez wszystkie kluby.
- Opportunity – pojazd badawczy NASA odkrył na Marsie meteoryt żelazny. Jest to pierwszy meteoryt znaleziony na innej planecie. Odkrycia dokonano 339 dnia pobytu Opportunity na planecie. Pierwsze informacje pojawiły się na stronie agencji 14 stycznia. Oficjalnie zostały potwierdzone 19 stycznia.

## 9 stycznia2005
- 13 finał Wielkiej Orkiestry Świątecznej Pomocy. W tym roku pieniądze są zbierane na nowoczesne metody diagnostyki i leczenia w neonatologii i pediatrii. W trakcie finału zadeklarowano 23 218 603 zł.
- W Autonomii Palestyńskiej odbyły się wybory prezydenckie po tym, jak w Paryżu zmarł wieloletni prezydent tego kraju, twórca Organizacji Wyzwolenia Palestyny Jasir Arafat. Wybory wygrał szef OWP Mahmud Abbas, który był faworytem wyborów. Dostał 62,3% głosów, a jego największy rywal Mustafa al-Barghusi dostał 19,8% głosów.

## 14 stycznia2005
- 13 dzieci zginęło w pożarze szkoły w irańskiej wsi Safian, 18 zostało rannych.
- Jeden z ostatnich niezdobytych zimą ośmiotysięczników Sziszapangma uległ polskiej wyprawie. Pierwszego zimowego wejścia dokonali Polak Piotr Morawski i Włoch Simone Moro. Sziszapangma była do piątku jednym z siedmiu niezdobytych przez człowieka zimą ośmiotysięczników. Pozostałe to: K2, Makalu, Nanga Parbat, Broad Peak, Gaszerbrum I i Gaszerbrum II. Na wszystkich innych szczytach o wysokości powyżej 8000 m jako pierwsi stawali zimą Polacy.
- Po siedmiu latach podróży sondy Cassini-Huygens, lądownik Huygens wylądował na największym księżycu Saturna, Tytanie. Sonda przesłała na ziemię zdjęcia powierzchni Tytana.

## 15 stycznia2005
- Przywódca strażników w bagdadzkim Abu Ghraib, sierżant Charles Graner, został uznany przez sąd wojskowy winnym maltretowania i bicia więźniów oraz skazany na 10 lat pozbawienia wolności, degradację i wyrzucenie z armii USA. Skazany do końca utrzymywał, że wykonywał polecenia oficerów wywiadu.

## 16 stycznia2005
- W wyborach uzupełniających do Senatu w województwie wielkopolskim (okręg Konin) wygrała Elżbieta Streker-Dembińska (SLD). Frekwencja wyborcza wyniosła 3,18%.
- W drugiej turze wyborów prezydenckich w Chorwacji urzędujący prezydent Stjepan Mesić zapewnił sobie zwycięstwo uzyskując 66% głosów w rywalizacji z wicepremier Jadranką Kosor. Pierwsza tura odbyła się 2 stycznia.

## 17 stycznia2005
- Członek Krajowej Rady Radiofonii i Telewizji Włodzimierz Czarzasty podał się do dymisji po wyborze na wiceprzewodniczącego Stowarzyszenia Ordynacka.

## 18 stycznia2005
- Dziesięć lat prac inżynierów i ponad 10 miliardów euro zaowocowały największym na świecie samolotem pasażerskim, Airbus'a A380. Oficjalna premiera odbyła się w Tuluzie (Francja). Samolot może zabrać na dwóch pokładach 555 pasażerów. W największej wersji będzie mógł pomieścić 840 ludzi. Pierwsze komercyjne loty zaczną się w roku 2006.
- Jan Paweł II przyjął w Watykanie 160 rabinów, kantorów i żydowskich działaczy religijnych z całego świata. Podziękowali oni papieżowi za wysiłki na rzecz zbliżenia chrześcijańsko-żydowskiego oraz pokoju.

## 19 stycznia2005
- Prezydium Sejmu RP nie zgodziło się, by przewodniczący Samoobrony Andrzej Lepper kandydował do komisji śledczej, która zajmie się sprawą prywatyzacji PZU
- Anna Szydłowska została powołana przez prezydenta Aleksandra Kwaśniewskiego do Krajowej Rady Radiofonii i Telewizji na miejsce Włodzimierza Czarzastego, który podał się do dymisji.

## 20 stycznia2005
- Około 23:00 w jednym z warszawskich szpitali zmarł w wieku 90 lat Jan Nowak-Jeziorański, „Kurier z Warszawy”, szef Radia Wolna Europa w latach 1952–1976
- George W. Bush został zaprzysiężony na prezydenta Stanów Zjednoczonych. To będzie druga z rzędu i ostatnia kadencja tego prezydenta.
- Platforma Obywatelska złożyła marszałkowi Sejmu Włodzimierzowi Cimoszewiczowi 750 tys. podpisów poparcia pod wnioskiem o referendum w sprawie zmian ustrojowych. Proponowane są cztery zmiany w konstytucji: likwidacja Senatu, zmniejszenie liczby posłów na sejm o połowę, jednomandatowe okręgi w wyborach do Sejmu oraz zniesienie immunitetu parlamentarnego.

## 21 stycznia2005
- Sejm ustalił skład komisji śledczej ds. prywatyzacji PZU. Przewodniczącym komisji został Janusz Dobrosz (LPR).
- Polski Bumar sprzeda w ekspresowym trybie irackiej Gwardii Narodowej karabiny, amunicję, transportery opancerzone i „urządzenia elektroniczne specjalnego zastosowania”. Kolejne zamówienia o wartości ok. 20 mln euro podpisał Ziad Cattan, wiceminister obrony Iraku. Wartość zawartych do tej pory przez Bumar kontraktów z irackim rządem przekroczyła 320 mln USD i dalsze rozmowy trwają.

## 23 stycznia2005
- Wiktor Juszczenko został zaprzysiężony na prezydenta Ukrainy.

## 24 stycznia2005
- Sąd rejonowy w Kielcach wydał wyrok w sprawie afery starachowickiej. Zbigniew Sobotka został skazany na 3,5 roku pozbawienia wolności i 5 lat zakazu sprawowania funkcji administracyjnych wymagających dostępu do materiałów tajnych, Henryk Długosz na 2 lata, a Andrzej Jagiełło na 1,5 roku pozbawienia wolności.
- Prezydent Wiktor Juszczenko mianował Julię Tymoszenko premierem Ukrainy.

## 25 stycznia2005
- Prezydent Tajwanu Chen Shui-bian powołał na stanowisko premiera działacza Demokratycznej Partii Postępowej Franka Hsieh. Zmiana na stanowisku szefa rządu (ustąpił Yu Shyi-kun) wynika z nowego układu politycznego po wyborach parlamentarnych w grudniu 2004 (samodzielne rządy DPP).
- Włochy jako trzeci kraj ratyfikowały Konstytucję UE.

## 26 stycznia2005
- Na warszawskich Powązkach został pochowany z honorami wojskowymi cichociemny Jan Nowak-Jeziorański, „Kurier z Warszawy” AK, szef Radia Wolna Europa w latach 1952–1976
- W szwajcarskim kurorcie Davos rozpoczęło się doroczne Światowe Forum Ekonomiczne;
- powstała Europejska Szkoła Administracji (z ang. European Administrative School, z wł. Scuola Europea Di Amministrazione) – EAS.

## 27 stycznia2005
- W obozie masowej zagłady Auschwitz odbyła się uroczystość z okazji 60. rocznicy wyzwolenia go przez Armię Czerwoną. Aby złożyć hołd ofiarom hitleryzmu, stawili się tam byli więźniowie oraz ponad 40 przedstawicieli państw z całego świata. Europarlament w celu uczczenia tej rocznicy przyjął rezolucję, według której obóz Oświęcim-Brzezinka zbudowali niemieccy naziści.
- Podczas rozpoczętych dziś targów Komputer Expo Internet Obywatelski przyznał tytuł Internetowego Obywatela Roku Pawłowi Jochymowi i Krzysztofowi Jasiutowiczowi – twórcom polskiej Wikipedii.
- W wypadku pod Jaworznem zginął Paweł Berger – klawiszowiec jednej z polskich formacji bluesowych, Dżemu.

## 28 stycznia2005
- Ukraińska prokuratura umorzyła postępowania wobec premiera kraju Julii Tymoszenko – poinformował na konferencji w Kijowie prokurator generalny Ukrainy Swiatosław Piskun. Tymoszenko oskarżana była o przemyt gazu i fałszerstwa. Zamknięto również sprawy jej teścia, męża Oleksandra oraz byłego premiera w latach 1996–1997 Pawła Łazarenki.

## 29 stycznia2005
- Były premier Waldemar Pawlak został ponownie wybrany prezesem Polskiego Stronnictwa Ludowego.

## 30 stycznia2005
- W Iraku odbyły się pierwsze wybory parlamentarne po obaleniu reżimu Saddama Husajna. Frekwencja przekroczyła 60% uprawnionych. Podczas towarzyszących wyborom zamachów zginęło ponad 30 osób.

## 31 stycznia2005
- Rada Krajowa SLD poparła jesienny termin wyborów do Sejmu łamiąc wcześniejsze obietnice. Za wiosennymi wyborami było 22 członków rady, za jesiennymi 78. Bez poparcia SLD nie jest możliwe przyjęcie uchwały skracającej kadencję Sejmu.